# Elsa får piano
Elsa får piano är en svensk TV-film från 1973 i regi av Yngve Gamlin. Filmen bygger på Fritiof Nilsson Piratens novell med samma namn och i rollerna ses bland andra Hans Alfredson, Nils Eklund och Lena Söderblom.

## Handling
Adjunkt Philip är gräsänkling. Han träffar på sin gamla ungdomskärlek och bjuder hem henne till sig. Samma dag som hustrun ska komma hem får adjunkten ett infall att köpa ett piano till henne. Pianot visar sig dock orsaka mer besvär än väntat.

## Rollista
- Hans Alfredson – Philip Strand
- Nils Eklund – Kurt
- Lena Söderblom – Elsa
- Solveig Ternström – Rut
- Britta Pettersson	– Annie
- Åke Lagergren – pianoförsäljaren
- Göthe Grefbo – begravningsentreprenören
- Ellika Mann – änkan
- Sture Djerf – grosshandlaren

## Om filmen
Filmen producerades av Bert Sundberg för Moviemakers Sweden AB. Novellen som filmen bygger på publicerades ursprungligen i jultidningen Dopparedagen 1933 och omarbetades till filmmanus av Mats Arehn. Filmen fotades av Lasse Björne och premiärvisades den 17 februari 1973 på TV2. Den 7 maj 1982 visades den vid en TV-filmfestival i Stockholm.